# Mangalyaan 2
Mangalyaan 2 ("Mars-craft", från sanskrit: मंगल mangala, "Mars" och यान yāna, "craft, vehicle") eller Mars Orbiter Mission 2 är Indiens andra interplanetära uppdrag planerat för uppskjutning till Mars av den indiska rymdforskningsorganisationen (ISRO) under 2025. Det kommer att bestå av en månkretsande rymdsond, och kan innefatta en landare och en robot.

## Historia
Efter ISRO:s framgångsrika uppskjutning och placering i omloppsbana av Mars av sin första sond, meddelade Mars Orbiter Mission (MOM), ISRO det andra uppdraget den 28 oktober 2014 på konferensen Engineers Conclave 2014 i Bangalore. Byrån hoppas kunna få sin tunga rymdraket GSLV III helt fungerande 2016 eller 2017. Den planerar att använda GSLV III för Chandrayaan-2-uppdraget till månen 2018, och senare använda det för att skjuta upp Mangalyaan 2 .
I januari 2016 undertecknade Indien och Frankrike en avsiktsförklaring för ISRO och CNES att gemensamt bygga Mangalyaan 2 senast 2020. Den indiska regeringen gav Mangalyaan 2 grönt ljus i sitt 2017 budgetförslag och ISRO överväger huruvida den bästa vägen är att bedriva ett rymdsond / landar / robot-uppdrag eller att välja en rymdsond med mer sofistikerade instrument än de som flög på Mangalyaan 1. Oavsett, ISRO lovar "en viktig vetenskaplig uppgradering" för uppdraget.